# René Guyon Society
A René Guyon Society (Sociedade René Guyon) foi um grupo americano que defendia a prática de relações sexuais com crianças. O grupo foi buscar o seu nome a René Guyon, um jurista francês que serviu na Suprema Corte da Tailândia por 30 anos e que, além do tradicional trabalho judicial, escreveu sobre ética sexual em seu trabalho The Ethics of Sexual Acts.
A organização foi fundada em 1962. Tinha como lema  "sex before eight, or else it's too late" ("sexo antes dos oito anos ou então passa a ser demasiado tarde"). e segundo algumas fontes estaria sediada em Beverly Hills na Califórnia. A Sociedade René Guyon foi identificada (juntamente com a North American Man/Boy Love Association) como uma organização "desafiando a afirmação de que o abuso sexual é ruim por causa de seus efeitos nas crianças".